# Вест-Гемптон-Дюнс (Нью-Йорк)
Вест-Гемптон-Дюнс (англ. West Hampton Dunes) — селище (англ. village) в США, в окрузі Саффолк штату Нью-Йорк. Населення — 126 осіб (2020).

## Географія
Вест-Гемптон-Дюнс розташований за координатами 40°46′44″ пн. ш. 72°42′23″ зх. д. / 40.77889° пн. ш. 72.70639° зх. д. (40.778868, -72.706381).  За даними Бюро перепису населення США в 2010 році селище мало площу 1,07 км², з яких 0,85 км² — суходіл та 0,22 км² — водойми.

## Демографія
Згідно з переписом 2010 року, у селищі мешкало 55 осіб у 24 домогосподарствах у складі 21 родини. Густота населення становила 51 особа/км².  Було 272 помешкання (254/км²).
Расовий склад населення:
| - 98,2 % — білих - 1,8 % — азіатів |

До двох чи більше рас належало 0,0 %. Частка іспаномовних становила 3,6 % від усіх жителів.
За віковим діапазоном населення розподілялося таким чином: 14,5 % — особи молодші 18 років, 54,6 % — особи у віці 18—64 років, 30,9 % — особи у віці 65 років та старші. Медіана віку мешканця становила 56,5 року. На 100 осіб жіночої статі у селищі припадало 139,1 чоловіків;  на 100 жінок у віці від 18 років та старших — 104,3 чоловіків також старших 18 років.
Середній дохід на одне домашнє господарство  становив 178 337 доларів США (медіана — 129 375), а середній дохід на одну сім'ю — 196 422 долари (медіана — 154 375). 
Цивільне працевлаштоване населення становило 25 осіб. Основні галузі зайнятості: освіта, охорона здоров'я та соціальна допомога — 36,0 %, науковці, спеціалісти, менеджери — 12,0 %, фінанси, страхування та нерухомість — 12,0 %.